# Miquel Docià
Miquel Docià (grec: Μιχαήλ Δοκειανός, Mikhaïl Dokianós), esmentat erròniament com a Ducià per alguns autors moderns, fou un noble i capitost de l'Imperi Romà d'Orient, membre de la família dels Comnens pel seu matrimoni amb una filla de Manuel Eròtic Comnè. Fou actiu a Sicília sota el comandament de Jordi Maniaces abans de ser destinat al Mezzogiorno com a catepà d'Itàlia el 1040-41. Fou destituït després de perdre dues batalles en la revolta llombarda-normanda del 1041, que marcà un punt d'inflexió en la conquesta normanda de la Itàlia meridional. El 1050, les fonts el situen combatent una incursió dels petxenegs a Tràcia. Fou capturat durant la batalla, però aconseguí ferir greument el líder dels petxenegs, que l'executaren i el mutilaren.